# SYCP1
SYCP1‏ (Synaptonemal complex protein 1) هوَ بروتين يُشَفر بواسطة جين SYCP1 في الإنسان.